# Benjamin Stambouli
Benjamin Stambouli (Marsiglia, 13 agosto 1990) è un calciatore francese, difensore o centrocampista del Metz.

## Statistiche

### Presenze e reti nei club
Statistiche aggiornate al 3 agosto 2024.
| Stagione                   | Squadra                    | Campionato                 | Campionato | Campionato | Coppe nazionali | Coppe nazionali | Coppe nazionali | Coppe europee | Coppe europee | Coppe europee | Altre coppe | Altre coppe | Altre coppe | Totale | Totale |
| Stagione                   | Squadra                    | Comp                       | Pres       | Reti       | Comp            | Pres            | Reti            | Comp          | Pres          | Reti          | Comp        | Pres        | Reti        | Pres   | Reti   |
| -------------------------- | -------------------------- | -------------------------- | ---------- | ---------- | --------------- | --------------- | --------------- | ------------- | ------------- | ------------- | ----------- | ----------- | ----------- | ------ | ------ |
| 2010-2011                  | Montpellier                | L1                         | 26         | 0          | CF+CdL          | 1+3             | 0               | UEL           | 1             | 0             | -           | -           | -           | 31     | 0      |
| 2011-2012                  | Montpellier                | L1                         | 26         | 0          | CF+CdL          | 3+0             | 0               | -             | -             | -             | -           | -           | -           | 29     | 0      |
| 2012-2013                  | Montpellier                | L1                         | 21         | 1          | CF+CdL          | 0+1             | 0               | UCL           | 4             | 0             | SF          | 1           | 0           | 27     | 1      |
| 2013-2014                  | Montpellier                | L1                         | 37         | 2          | CF+CdL          | 3+1             | 0+1             | -             | -             | -             | -           | -           | -           | 41     | 3      |
| ago. 2014                  | Montpellier                | L1                         | 2          | 0          | CF+CdL          | -               | -               | -             | -             | -             | -           | -           | -           | 2      | 0      |
| Totale Montpellier         | Totale Montpellier         | Totale Montpellier         | 112        | 3          |                 | 12              | 1               |               | 5             | 0             |             | 1           | 0           | 130    | 4      |
| ago. 2014-2015             | Tottenham                  | PL                         | 12         | 0          | FACup+CdL       | 2+5             | 0               | UEL           | 6             | 1             | -           | -           | -           | 25     | 1      |
| 2015-2016                  | Paris Saint-Germain        | L1                         | 27         | 0          | CF+CdL          | 6+3             | 0               | UCL           | 2             | 0             | SF          | 1           | 0           | 39     | 0      |
| ago. 2016                  | Paris Saint-Germain        | L1                         | 0          | 0          | CF+CdL          | 0               | 0               | UCL           | 0             | 0             | SF          | 1           | 0           | 1      | 0      |
| Totale Paris Saint-Germain | Totale Paris Saint-Germain | Totale Paris Saint-Germain | 27         | 0          |                 | 9               | 0               |               | 2             | 0             |             | 2           | 0           | 40     | 0      |
| ago. 2016-2017             | Schalke 04                 | BL                         | 23         | 0          | CG              | 3               | 0               | UEL           | 11            | 0             | -           | -           | -           | 37     | 0      |
| 2017-2018                  | Schalke 04                 | BL                         | 28         | 0          | CG              | 4               | 0               | -             | -             | -             | -           | -           | -           | 32     | 0      |
| 2018-2019                  | Schalke 04                 | BL                         | 21         | 0          | CG              | 1               | 0               | UCL           | 5             | 0             | -           | -           | -           | 27     | 0      |
| 2019-2020                  | Schalke 04                 | BL                         | 9          | 0          | CG              | 1               | 0               | -             | -             | -             | -           | -           | -           | 10     | 0      |
| 2020-2021                  | Schalke 04                 | BL                         | 24         | 0          | CG              | 3               | 0               | -             | -             | -             | -           | -           | -           | 27     | 0      |
| Totale Schalke 04          | Totale Schalke 04          | Totale Schalke 04          | 105        | 0          |                 | 12              | 0               |               | 16            | 0             |             | -           | -           | 133    | 0      |
| 2021-2022                  | Adana Demirspor            | SL                         | 32         | 2          | TK              | 3               | 0               | -             | -             | -             | -           | -           | -           | 35     | 2      |
| 2022-2023                  | Adana Demirspor            | SL                         | 30         | 1          | TK              | 1               | 0               | -             | -             | -             | -           | -           | -           | 31     | 1      |
| 2023-gen. 2024             | Adana Demirspor            | SL                         | 20         | 1          | TK              | 0               | 0               | UECL          | 6             | 1             | -           | -           | -           | 26     | 2      |
| Totale Adana Demirspor     | Totale Adana Demirspor     | Totale Adana Demirspor     | 82         | 4          |                 | 4               | 0               |               | 6             | 1             |             | -           | -           | 92     | 5      |
| feb.-giu. 2024             | Stade Reims                | L1                         | 7          | 0          | CF              | 0               | 0               | -             | -             | -             | -           | -           | -           | 7      | 0      |
| Totale carriera            | Totale carriera            | Totale carriera            | 345        | 8          |                 | 44              | 1               |               | 35            | 2             |             | 3           | 0           | 427    | 11     |

## Palmarès

### Club

#### Competizioni nazionali
- Campionato francese: 2

Montpellier: 2011-2012
Paris Saint-Germain: 2015-2016
- Supercoppa francese: 2

Paris Saint-Germain: 2015, 2016
- Coppa di Lega francese: 1

Paris Saint-Germain: 2015-2016
- Coppa di Francia: 1

Paris Saint-Germain: 2015-2016